# Liu Renwang
Liu Renwang (chiń. 刘仁旺; ur. 22 czerwca 1986 w Pekinie) – chiński judoka. Olimpijczyk z Pekinu 2008, gdzie zajął siedemnaste miejsce w kategorii 60 kg.
Brązowy medalista igrzysk Wschodniej Azji w 2009. Drugi na akademickich MŚ w 2006 roku.

## Letnie Igrzyska Olimpijskie 2008
| Konkurencja      | Walki                     | Walki                     | Klas. końcowa |
| Konkurencja      | 1/16                      | 1/8                       | Miejsce       |
| ---------------- | ------------------------- | ------------------------- | ------------- |
| waga ekstralekka | Salamat Utarbayev (KAZ) W | Rusłan Kiszmachow (RUS) P | XVII          |